# Gottfried John
Gottfried John (ur. 29 sierpnia 1942 w Berlinie, zm. 1 września 2014 w Utting am Ammersee) – niemiecki aktor.

## Życiorys
W latach 70. i 80. zagrał w kilku filmach głośnego niemieckiego reżysera Rainera Wernera Fassbindera; m.in. rolę Reinholda Hoffmanna w epickim Berlin Alexanderplatz (1980). W latach 90. wystąpił w tak słynnych produkcjach jak: GoldenEye (1995), gdzie zagrał jednego z przeciwników Jamesa Bonda, generała Ourumova oraz Asterix i Obelix kontra Cezar (1999), w którym wcielił się w postać Juliusza Cezara.
Mieszkał na stałe z żoną w Belgii, ostatnie lata życia spędził jednak w okolicach Monachium.
Zmarł 1 września 2014 w Utting am Ammersee koło Monachium w Niemczech w następstwie choroby nowotworowej w wieku 72 lat.

## Filmografia

### Filmy
- 1978: Fedora jako Kritos
- 1979: Małżeństwo Marii Braun jako Willi Klenze
- 1981: Lili Marleen jako Aaron
- 1993: Abraham (TV) jako Eliezer
- 1995: GoldenEye (1995) jako gen. Arkady Ourumov
- 1995: Instytut Benjamenta, czyli ten sen który nazywają życiem jako Herr Johannes Benjamenta
- 1996: Król olch jako Forester
- 1999: Asterix i Obelix kontra Cezarjako Juliusz Cezar
- 2000: Maria Magdalena (TV) jako Herod Antypas
- 2000: Dowód życia jako Eric Kessler
- 2003: August pierwszy cesarz (TV) jako Cyceron
- 2005: Stroiciel trzęsień ziemi (2005) jako dr Emmanuel Droz
- 2006: Klaus Stoertebeker: Pirat z Północy jako Konrad von Wallenrod
- 2009: John Rabe jako dr Oscar Trautmann
- 2009: Rumpelsztyk (TV) jako król Gustav

### Seriale
- 1976: Derrick: Das Superding jako Krummbach
- 1990: Ośmiornica (La Piovra) jako Frate Gillo
- 1994: Telefon 110 (Polizeiruf 110: Arme Schweine) jako Hannes Hellwig
- 1995: Tatort: Der König kehrt zurück jako Harry Mucher
- 1997: Millennium jako Josef Heim